# Буланова Оксана Валеріївна
Оксана Валеріївна Буланова (15 вересня 1972, Тирасполь, МРСР, СРСР) — придністровська політична діячка, міністерка соціального захисту і праці так званого ПМР (2013—2015).

## Біографія
Народилася 15 вересня 1972 року в Тирасполі.
У 1989 році закінчила середню школу № 1 Магаданської області, а в 1990 році вступила в Магаданський педагогічний інститут на фізико-математичний факультет. У 1997 році закінчила Російський університет менеджменту і комерції м. Москва за спеціальністю «економіст».

### Трудова діяльність
З 1994 по 1995 рік працювала на посаді економістки валютного відділу АКБ «Олімп» в м. Тирасполь, а з 1997 по 2003 рік викладала в Тираспольському економічному коледжі.
З 2003 року працювала в Комітеті з питань економічної політики, бюджету та фінансів Верховної ради Придністровської Молдавської Республіки на посаді головної спеціалістки відділу, заступниці начальника відділу, начальниці відділу з питань фінансів, начальниці відділу бюджетної політики Управління Комітету з економічної політики, бюджету і фінансів, заступниці Керівника Апарату Верховної Ради — начальниці Управління Комітету з питань економічної політики, бюджету та фінансів.
З 24 січня 2012 по 31 грудня 2012 працювала на посаді директора Виконавчої дирекції Державного Пенсійного фонду Придністровської Молдавської Республіки.
1 січня 2013 року призначена на посаду в.о. міністра соціального захисту та праці Придністровської Молдавської Республіки.
10 червня 2013 року затверджена на посаді міністра соціального захисту та праці ПМР, а 29 грудня 2015 року указом Президента ПМР № 447 «Про деякі кадрові призначення» була звільнена з посади.

### Родина
Одружена. Виховує двох дочок.

## Нагороди
- Грамота Президента Придністровської Молдавської Республіки.
- Медаль «За трудову доблесть» (ПМР)[7]